# Fakfak Torea Airport
Fakfak Torea Airport är en flygplats i Indonesien. Den ligger i den östra delen av landet, 2 800 km öster om huvudstaden Jakarta. Fakfak Torea Airport ligger 140 meter över havet.
Terrängen runt Fakfak Torea Airport är kuperad norrut, men söderut är den platt. Havet är nära Fakfak Torea Airport söderut. Runt Fakfak Torea Airport är det ganska tätbefolkat, med 120 invånare per kvadratkilometer. I omgivningarna runt Fakfak Torea Airport växer i huvudsak städsegrön lövskog.